# Jan Henriksson
Ej att förväxla med Jan Henriksson (arbetsfysiolog) (född 1947), också han professor

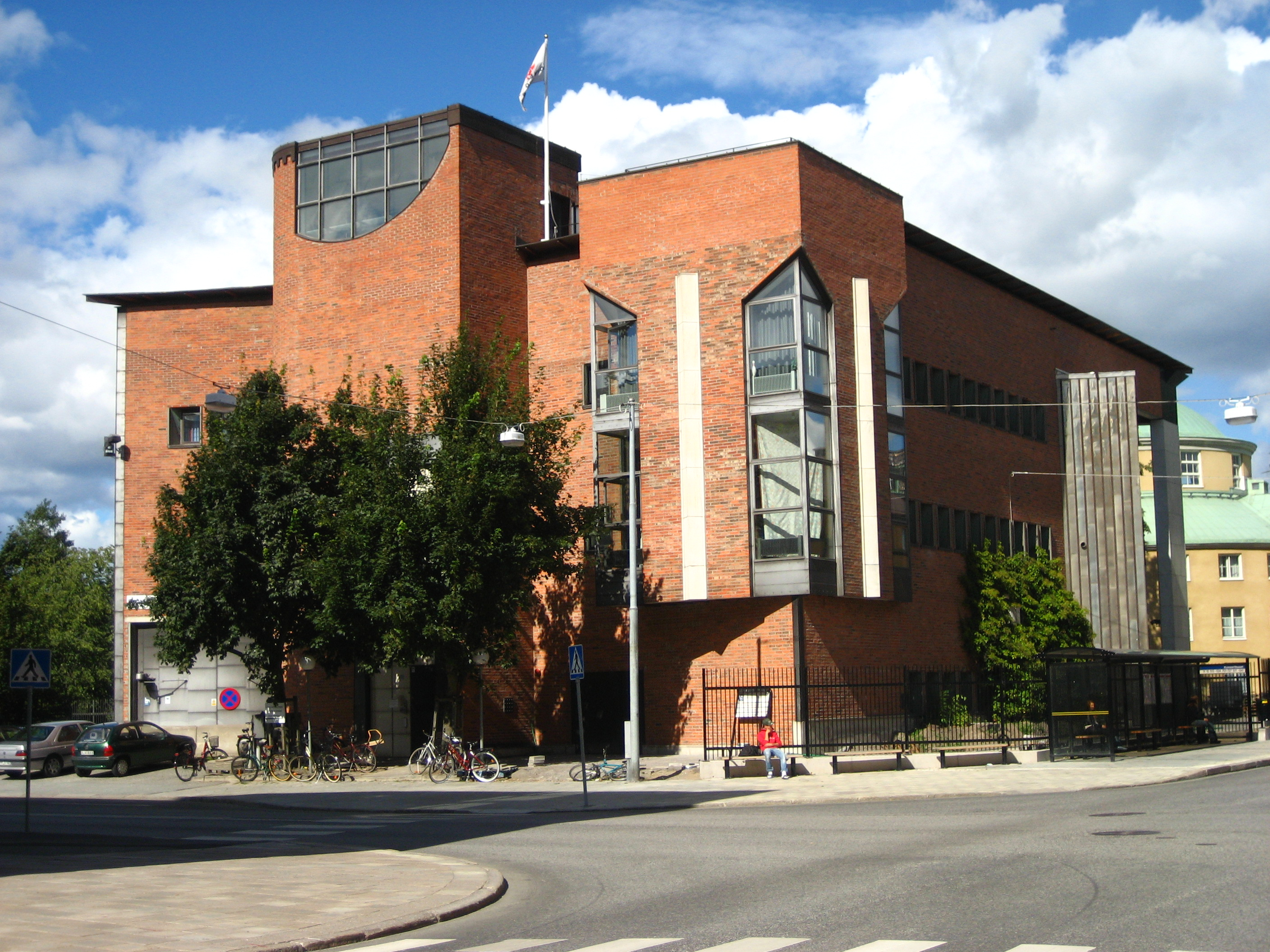
Nya Riksbankshuset i Örebro från 1987.

Jan-Hugo Lennart Henriksson, född 28 februari 1933 i Halmstad, död 3 mars 2004 i Skarpnäcks församling i Stockholm, var en svensk arkitekt och professor.
Henriksson växte upp i Halmstad och utbildade sig vid Arkitekturskolan KTH i Stockholm i början av 1960-talet, samtidigt som han praktiserade vid Jöran Curmans arkitektkontor. Efter examen fick Jan Henriksson en tjänst hos Peter Celsing, där han arbetade fram till 1974 då han startade ett kontor i egen regi.
Under 1970- och 1980-talet fick han en rad uppdrag inom offentligt byggande, såsom lokalkontor åt Riksbanken på flera orter. 1982 blev han teknologie doktor vid KTH. Han var professor i arkitektur på KTH 1988–1998.
Henrikssons byggnader var ofta relativt storskaliga. De karaktäriserades av en rik detaljering och historiska referenser i material och uttryck på ett tidstypiskt postmodernistiskt och/eller manieristiskt vis. Han drev sitt kontor fram till sin död.

## Verk (i urval)
- Nya Riksbankshuset, Malmö, 1978 (med Paul Niepoort)
- Nya Riksbankshuset, Örebro, 1987
- Kungliga biblioteket, Stockholm, renovering och tillbyggnad, 1998

## Källhänvisningar
1. ↑   Sveriges dödbok 1901–2013 Swedish death index 1901-2013 (Version 6.0). Solna: Sveriges släktforskarförbund. 2014. Libris 17007456. ISBN 9789187676642
2. ↑   henriksson Jan Henriksson i Nationalencyklopedins nätupplaga. Läst 1 februari 2015.
3. ↑   Sveriges statskalender. 1999. Stockholm: Fritzes offentliga publikationer. 1999. sid. 378. Libris 3682778. ISBN 91-38-31445-2